# Koncert pro Bangladéš
Koncert pro Bangladéš (anglicky The Concert for Bangladesh) byl název dvou benefičních koncertů, které se odehrály 1. srpna roku 1971 v newyorské hale Madison Square Garden (první začínal v půl třetí, druhý v osm hodin). Akci organizovali George Harrison, dřívější člen skupiny The Beatles, a sitárista Ravi Šankar. Účelem koncertu bylo zvýšení veřejného povědomí a získání financí pro uprchlíky z Bangladéše. Kromě organizátorů zde vystupovali například Ringo Starr, Bob Dylan, Eric Clapton, Billy Preston a Leon Russell. Úspěšné bylo také stejnojmenné koncertní album se záznamem koncertů, stejně jako filmový záznam. Koncerty navštívilo celkem čtyřicet tisíc lidí a vydělaly téměř 250 000 amerických dolarů.